# Wulfilopsis tenuipes
Wulfilopsis tenuipes là một loài nhện trong họ Anyphaenidae.
Loài này thuộc chi Wulfilopsis. Wulfilopsis tenuipes được Eugen von Keyserling miêu tả năm 1891.